# Heksahydroksoplatynian(IV) sodu
Heksahydroksoplatynian(IV) sodu, Na
2Pt(OH)
6 – nieorganiczny związek chemiczny, sól kompleksowa sodu i kwasu heksahydroksoplatynowego(IV), H
2Pt(OH)
6. Atomem centralnym jest platyna na IV stopniu utlenienia.

## Otrzymywanie
Po raz pierwszy opisał go włoski chemik Italo Bellucci w 1903 r. Można go otrzymać w reakcji wodnego ok. 1 M roztworu H
2PtCl
6 z nadmiarem NaOH. Na
2Pt(OH)
6 wypada z mieszaniny reakcyjnej jako żółty proszek:
H
2PtCl
6 + 8NaOH → Na
2Pt(OH)
6↓ + 6NaCl + 2H
2O
Wytrącanie można też wymusić za pomocą etanolu, co pozwala uzyskać produkt w postaci bezbarwnych drobnych kryształów, zawierających 0,5–1 cząsteczek wody krystalizacyjnej.

## Zastosowanie
Jest wykorzystywany jako katalizator, stanowi też bardzo dobry elektrolit do osadzania powłok platynowych.
Można go też używać jako substancję wyjściową do otrzymywania innych związków kompleksowych platyny. W pierwszym etapie przeprowadza się go w kwasa heksahydroksoplatynowy(IV): ok. 0,1 M roztwór wodny Na
2Pt(OH)
6 zakwasza się rozcieńczonym HNO
3 do pH 3:
Na
2Pt(OH)
6 + 2H+
 → H
2Pt(OH)
6↓ + 2Na+

Kwas heksahydroksoplatynowy(IV) jest dalej wykorzystywany do otrzymywania kolejnych związków.